# Yórgos Sidéris
George Sidéris (en grec moderne : Γιώργος Σιδέρης, Yórgos Sidéris), né le 5 avril 1938, était un footballeur grec des années soixante, ayant évolué au poste d'attaquant.
Il est le meilleur buteur de l'histoire de l'Olympiakos avec 239 buts et le troisième meilleur buteur de l'histoire du championnat grec derrière Thomás Mávros, Dimítris Papaïoánnou et Mathis Varotsi.
Sidéris a été sélectionné à 28 reprises en équipe de Grèce et y a inscrit 14 buts, soit une moyenne d'un but tous les deux matches.